# Fiskobirlik
Fiskobirlik ist eine türkische Genossenschaft mit Sitz in Giresun. Sie ist in der Produktion und dem Vertrieb von Haselnüssen tätig. Fiskobirlik ist der größte Produzent weltweit, wobei zu sagen ist, dass die Türkei ca. 62–65 % der weltweiten Produktion erzeugt. Das vorwiegende Anbaugebiet ist die östliche Schwarzmeerregion. Neben Haselnüssen verkauft das Unternehmen auch Nougatcremes, Haselnussöle und Haselnussmus. Ein dominierender Abnehmer ist der italienische Süßwarenhersteller Ferrero. Das Unternehmen kaufte 2019 etwa ein Drittel der gesamten türkischen Haselnussproduktion.
Die Automatisierung der Produktion wurde durch die 1981 eingeführte „Integrierte Haselnussverarbeitungsanlage“ erreicht. Seit 2002 firmiert diese Anlage als Tochtergesellschaft unter dem Namen Fiskobirlik Entegre Fındık Processing Industry and Trade Inc.

## Geschichte
Am 10. Oktober 1935 wurde in Ankara unter der Schirmherrschaft des türkischen Wirtschaftsministers der Erste Nationale Haselnusskongress einberufen, um bei der Produktion und dem Verkauf von Haselnüssen, die eines der wichtigsten Exportprodukte der Türkei sind, nach rationellen Arbeitsweisen zu suchen. 3 Jahre später wurden 5 Genossenschaften gegründet. Am 28. Juli 1938 gründeten diese Genossenschaften den Verband der landwirtschaftlichen Haselnuss-Verkaufsgenossenschaften, kurz FİSKOBİRLık. Der Rechtsform der Genossenschaften wurde der Ausdruck „beschränkte Haftung“ hinzugefügt. Fiskobirlik und die ihr angeschlossenen Genossenschaften führten bis 1964 den Kauf und Verkauf von Haselnüssen im eigenen Namen und auf eigene Rechnung durch. Bis 1994 handelten sie im Namen des Fiskus. Ab 2003 führen sie den Kauf und Verkauf von Haselnüssen ausschließlich auf eigene Rechnung durch.